# Galadriel Stineman
Galadriel Stineman (* 20. Oktober 1990 geboren als Margaret Elizabeth Galadriel Stineman bei Cincinnati, Kentucky) ist eine US-amerikanische Schauspielerin. Sie ist bekannt für ihre Rollen als Gwen Tennyson in dem Film Ben 10: Alien Swarm und Cassidy Finch in der US-Serie The Middle.

## Leben
Stineman wuchs in Kentucky auf. Sie besuchte die Newport Central Catholic High School in Newport und später die Northern Kentucky University. Sie spielte erstmals 2009 in dem Film Fame mit.

## Filmografie
Filme und Serien
- 2009: Fame
- 2009: Ben 10: Alien Swarm
- 2010: Junkyard Dog
- 2011: True Blood (Serie)
- 2011: Betrayed at 17
- 2012: Walking the Halls
- 2012: Community (Serie)
- 2012: Operation Cupcake
- 2012: Meine Schwester Charlie (Good Luck Charlie, Serie)
- 2012: Bones – Die Knochenjägerin (Serie)
- 2013: Shameless (Serie)
- 2013: CollegeHumor Originals
- 2013: Austin & Ally (Serie)
- 2011–2014: The Middle (Serie)
- 2014: Glee (Serie)
- 2014: TMI Hollywood
- 2015: The Party Is Over
- 2015: Major Crimes (Serie)
- 2015: Rizzoli & Isles (Serie)
- 2023: LaRoy

Videospiele
- 2015: Until Dawn (Rolle der Ashley)